# 默勒冰流

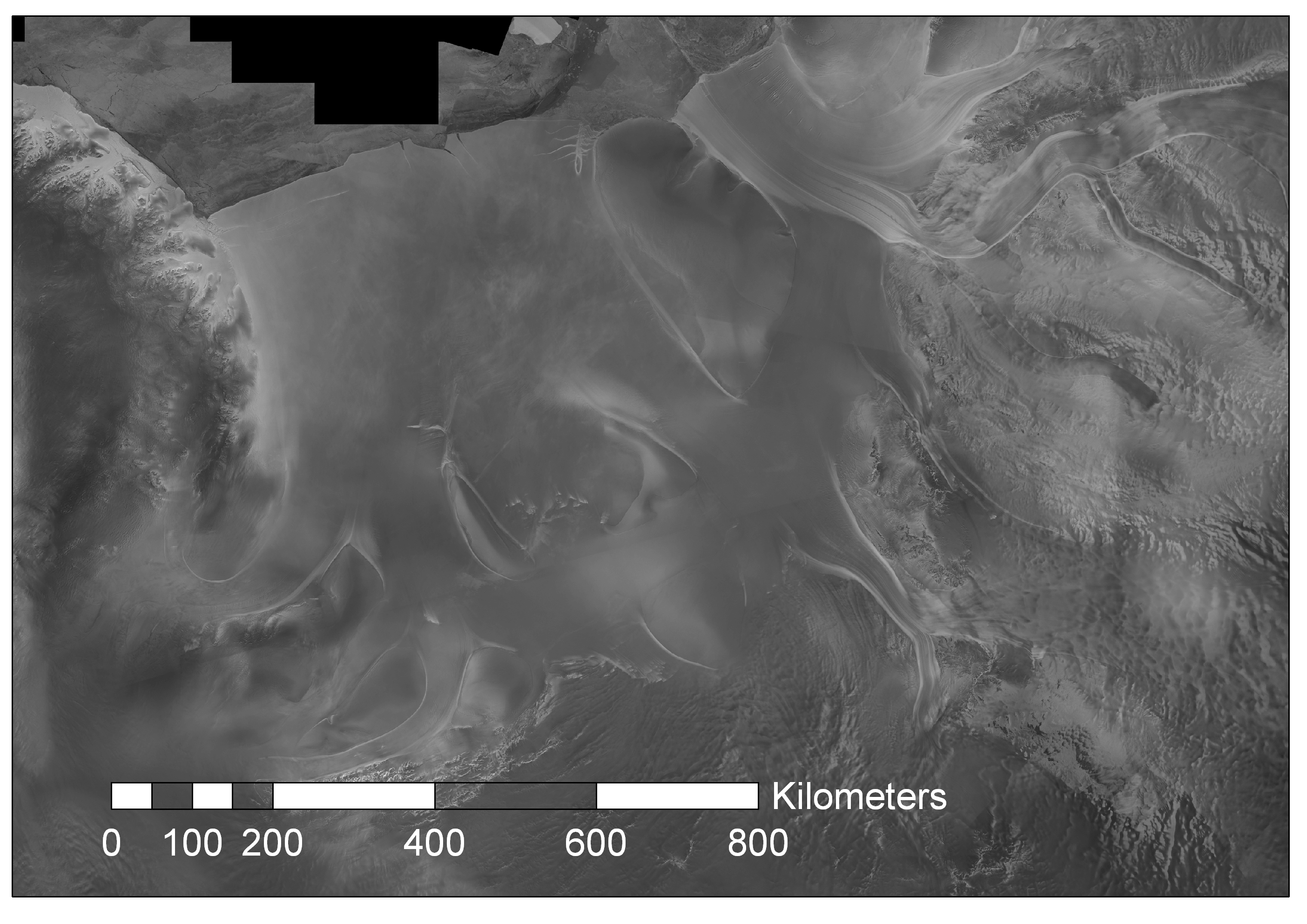

82°20′S 63°30′W / 82.333°S 63.500°W
默勒冰流（英語：Möller Ice Stream）是南極洲的冰流，位於伊利沙伯女皇地，流域面積66,000平方公里，最終在方德申冰流以西注入菲爾希納-龍尼冰棚，現時由南極條約體系管理。